# 淡江高峰塔倒塌事件
|  |

淡江高峰塔倒塌事件发生于1993年12月11日，位于马来西亚吉隆坡市郊（雪兰莪州安邦淡江）土崩，造成该区一处集合住宅大楼楼盘淡江高峰塔（Highland Towers）A座公寓于下午1时35分倒塌，共计48人死亡，仅3人被救出。为发生在东南亚地区死亡人数最多的民用住宅自行倒塌事故。该事故亦导致高峰塔B座、C座公寓被列为危楼，并迫使两栋楼约73户业主撤离。 截止2024年，该两栋楼仍矗立在原处，但已无人居住，且楼宇已面目全非。

## 建筑历史
曾是淡江地区地标的淡江高峰塔公寓，位于吉隆坡东北部的雪兰莪州安邦。该楼盘共有3栋建筑，楼高15层，于1977年至1981年间落成。建成后是当时该地区海拔位置最高的建筑物。
在每栋楼中有3层是公用楼层，分别是LG（停车场，严格来说不是建在地下，因此未当地下室考虑）、G楼（大堂）以及「Tangki」（顶楼天台）。其余的12层都用作私人住宅。其中1楼至11楼每层4个单位，12楼只有2个单位，3栋楼合计共138户业主。这些单位的建筑面积都在2,000平方尺左右，售价约30万令吉，属于高价的豪华公寓。也正因为如此，居住在此地的人大多非富即贵。在1990年代，更一度成为许多有钱人士私藏情妇的首选之地。
同时，淡江高峰塔内还有羽球场、游泳池，甚至连各个单位都附带有地毯、吧台等设施。在80年代马来西亚经济刚刚起步的年头，高峰塔算得上是马来西亚最高档的住宅之一。也是淡江地区为数不多的10层以上的建筑物（因该地区多是洋房）。

## 倒塌经过

### 土崩的形成
约在1991年，雪兰莪州政府决定开发淡江地区，尤其是高峰塔后面的山区，作为都市发展计划的一部分。此项举动导致斜坡上大量的树木被砍伐，使土壤直接暴露在空气与雨水中。经过雨水的冲刷，使其堆积在高峰塔护土墙后，为后来的土崩埋下祸根。
另外，淡江地区的土质松软，不适宜建造10层以上的大型建筑，可开发商不仅对此置之不理，甚至为了让大楼适应土质而把地基打浅。造成土崩发生时地基无法抵挡泥土的冲刷，造成大楼坍塌。
造成土崩形成的另外一个原因是附近东河（East Creek）的开发计划。东河原本流经这个楼盘的A、B两栋之间，但为了公寓的建设，开发商加建了排水系统，将东河改为流经楼盘的东面。约在1991年前后，因山上的开发，导致雨水携带沙土全部涌进了新建的排水系统，造成在1992年，排水管道破裂。雨水于是全部渗透进土壤中，使原本就已经松软的土质变得更加脆弱。

### 倒塌前后
1993年11月，马来西亚经历了一次严重的降水过程。11月多是马来半岛地区的雨季，因此大范围降水并不罕见。
1993年12月左右，因长时间大雨导致沟渠阻塞。导致高峰塔山上的泥土不断地被冲刷，堆积，最终在倒塌前一星期，护土墙被冲垮，自此高峰塔开始出现水流倒灌的现象。不仅如此，大量的沙土摧残着高峰塔原本就不稳固的地基，造成A栋大楼墙体开始出现裂缝。
12月11日，大量的泥土不断冲击着A座大楼的地基。在当时预估有接近10万平方米的泥浆撞向A座大楼，相当于200架波音747客机的总重量。这些泥浆让A座大楼的地基不堪重负。最终在下午1时35分，A栋大楼的地基被完全毁坏，大楼下陷，并在5分钟内倒塌。导致尚处该大楼的53名住户被困废墟中。

## 遇难者名单
共计有48人在此次事故中死亡。也有报道说死亡人数超过55人。遇难者当中有12名外国人（1名英国人、1名日本人、2名印度人、2名韩国人、3名印尼人和3名菲律宾人）。
罹難者包括前副首相慕沙希淡的兒子卡羅斯拉昔和媳婦羅茲塔。
遇难者名单如下：
- Rohana Bano Mushtak Ahmad, 29
- Kak Ton Consist, 17
- Nursyafiq Bin Nordin, 22
- Muhammad Amir Faiz Bin Mohd Nazri, 22
- Mohammad Adam, 6 months
- Carlos Abdul Rashid and his wife, Rosina Datuk Abu Bakar.
- Korean woman, Bahk Jung Soon, 45, and her daughter Bahk Hee Won.
- Koh Yuet Met
- Gene Koh Wai Keong, 15
- Brandon Koh Wai Hong, 6
- Daryl Koh Wai Kin, 3.
- Yap Kien Seng, 18.
- Yap Woei Ning
- Yap Hsiao Mei, 18 and her mother – Wong Mee Thai, 35
- Datin Milly Lee, 55
- Teo Tea
- Ong Yong, 53
- Douglas Ong Tee Ming, 17.
- Fatimah Abdul Majid, 66
- Che Mariam Abdul Majid, 76
- Noranira Mohamed Nor, 15
- Nik Mohamed Baharuddin, 41
- Shizue Nakajima, 50
- Dr Anne George,
- Debbie George
- Sharon George
- Majnawiyah Masnawi, 25
- Amirah Nor Hamzah, 15
- Fergus Phang Thien Liang, 26
- Phang's mother, Ivy Lim Ai Bee
- Phang's grandmother, Cheng Kim Tai
- Trimah Ngarijo
- Yusna Anuar
- Farah Aruzi
- Lee Mun Lin
- Tony Lou Yoke Yong
- Adrian Lou Chung Wei
- Barry Lou Ka Wei
- Sajjive Chandran
- Prakash Chandran
- Radha Chandran
- Quah Li Jun
- Chiew Poh Wah
- Goh Fong Kiew
- Judith Mosquiter
- Suharti Kusban
- Aribinda Datta
- Rita Datta
- Mohan Raj
- Sundar Moorthi

当局在救援中曾经在A栋大楼电梯里发现7名遇难者，均是因为等不到救援和水、食物而被活活饿死。
被困在公寓里的居民只有一个18月大的女婴和母亲，及一名50岁的日本妇女被救出，但该名日本女子在送往医院后因抢救无效死亡。

## 救援过程

### 1993年12月11日
- 下午1时35分：淡江高峰塔A座公寓倒塌。
- 马来西亚联邦后备部队（FRU）、军官、警察、消防员到场救援。
- 最先被救出的是位于大楼7楼的一名22岁女佣乌米及她18个月大的孩子努哈米達。随后，一名50岁的日本妇女被救出，但因为内脏受伤严重，并伴有大出血，于午夜12点在吉隆坡醫院（HKL）宣告不治。[6]
- 时任首相马哈迪·莫哈末及副首相安华·依布拉欣到场视察[8]。马哈迪在下午约5点30分亲自驾四轮驱动车到场，并在全国警察总长引领下深入灾区观察。他拒绝对报界发表任何谈话，并在约6点10分驾车离开[9]。

### 之后的救援进展
12日，B座和C座大楼被列为危楼，两楼共计73户业主被要求撤离。新加坡、法国、日本、英国和美国的救援团体抵达现场增援。
13日，法国救援团队利用搜救犬和生命探测仪寻找可能的生还者。同时内阁已成立紧急工作小组应对此事件。
15日，6具遗体在楼内被发现，包括2名韩国人及2名马来西亚人。当局开始清理部分残垣断壁以更快定位生还者。
16日，早前救出的母女两人已经出院。在这之后，更多尸体被发现。而内阁也在17日同意如未再发现生还者，将中止搜救。
20日，大楼12楼也有遗体被发现。当局已找到25具遇难者遗体。
22日，搜救行动结束。这次塌楼事件确定造成48人死亡。

## 事故造成的影响
淡江高峰塔倒塌事件以48人的死亡人数，超过7年前发生在新加坡的新世界酒店倒塌事件，成为东南亚死亡人数最多的住宅楼倒塌事故。此次事件对马来西亚社会造成强烈震撼，也成为当时轰动国际的新闻。
在这之后，遇难者均获得了赔偿，而因比邻两栋大楼被列为危楼而被要求撤离的73户业主，每户获赔1,500万令吉。
1993年12月31日，时任马来西亚首相马哈迪·莫哈末通过马来西亚电台及电视台致1994年新年献词时对该起事故表示感慨。他指出，马来西亚因为这宗夺走多条生命的塌楼惨剧而笼罩着伤感的阴影。他说：“我们都同情这宗惨案中罹难者的家属，我们祈求上苍让罹难者们安息。”。马哈迪也说，每发生一件事，必会喻示着某种教训，这宗惨剧也一样，有鉴于此，人们必须明白，在做某件事时，必须考虑及一切的可能性。
在这之后，淡江又在2002年和2008年发生土崩，两起事件总共造成13人死亡，多栋房屋被毁。这两起意外促使政府修订法案以减少土崩对房屋及人民的伤害，包括不得在傾斜度超過25度的山區建屋、發展商不能再向政府施壓，以取得發展許可。

## 现在的高峰塔
由于B楼和C楼被政府列为危楼，导致居民无法再回到此地居住，此楼因此被废弃至今。外观也变得毁坏不堪，建筑物外面也长满了许多野草和树木等植物。而许多探险者也声称或拍摄到这两栋公寓里可以看到许多裂痕，会有接下来倒塌的危险。1994年，尚未有关拆除两栋大楼的计划。现在当驾车者驶上第二中环高速公路（MRR2），从蕉赖驾驶至甲洞，途径国家动物园后可在车窗右手边的山边看见两栋被废弃的公寓。
因为长时间被弃置，这里成为了许多非法移民和偷渡客的聚集地，建筑内部的设施更惨遭这些人士变卖以换钱购买毒品。此外该楼由于空置將近30年，加上死伤惨重，这里也成为较多灵异事件出没的地方。

## 相关事件改编电影
- 《淡江高峰塔（电影）》2013